# Antialcides

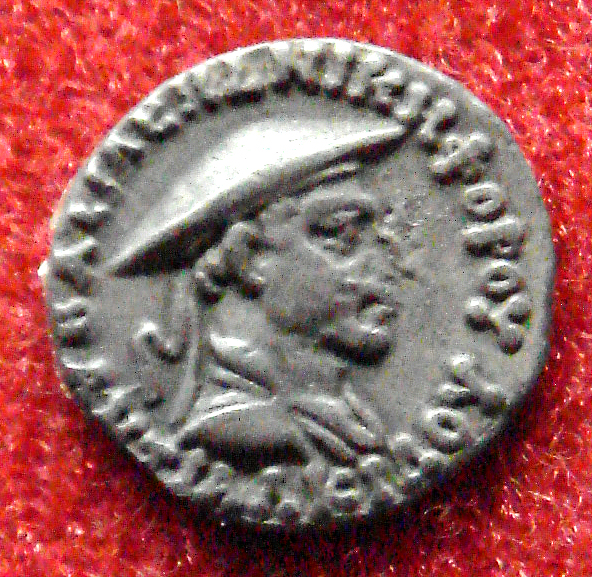
Antialcides amb la kausia. Museu de la moneda del Japó.

Antialcides Nicèfor (Antialcidas Nikephoros, el Victoriós) va ser un rei indogrec occidental de la dinastia eucràtida que va regnar amb capital a Tàxila. Osmund Bopearachchi suggereix com a dates del seu regnat des de potser el 115 aC al 95 aC mentre R.C. Senior el situa entre el 130 aC i el 120 aC i suposa que també governava al Panjab oriental (cosa que semble tenir el suport de les troballes de monedes); Senior pensa que va governar associat d'alguna manera amb Lísies.
Antialcides seria un parent del rei de Bactriana Heliocles I, si bé va governar quan el regne de Bactriana ja havia caigut en mans dels yuezhi. Diversos reis posteriors estarien relacionats amb Antialcides: Heliocles II, Amintes, Diomedes Soter i Hermeu. Tots ells van emetre monedes de factura similar.

## Inscripció d'Heliòdor

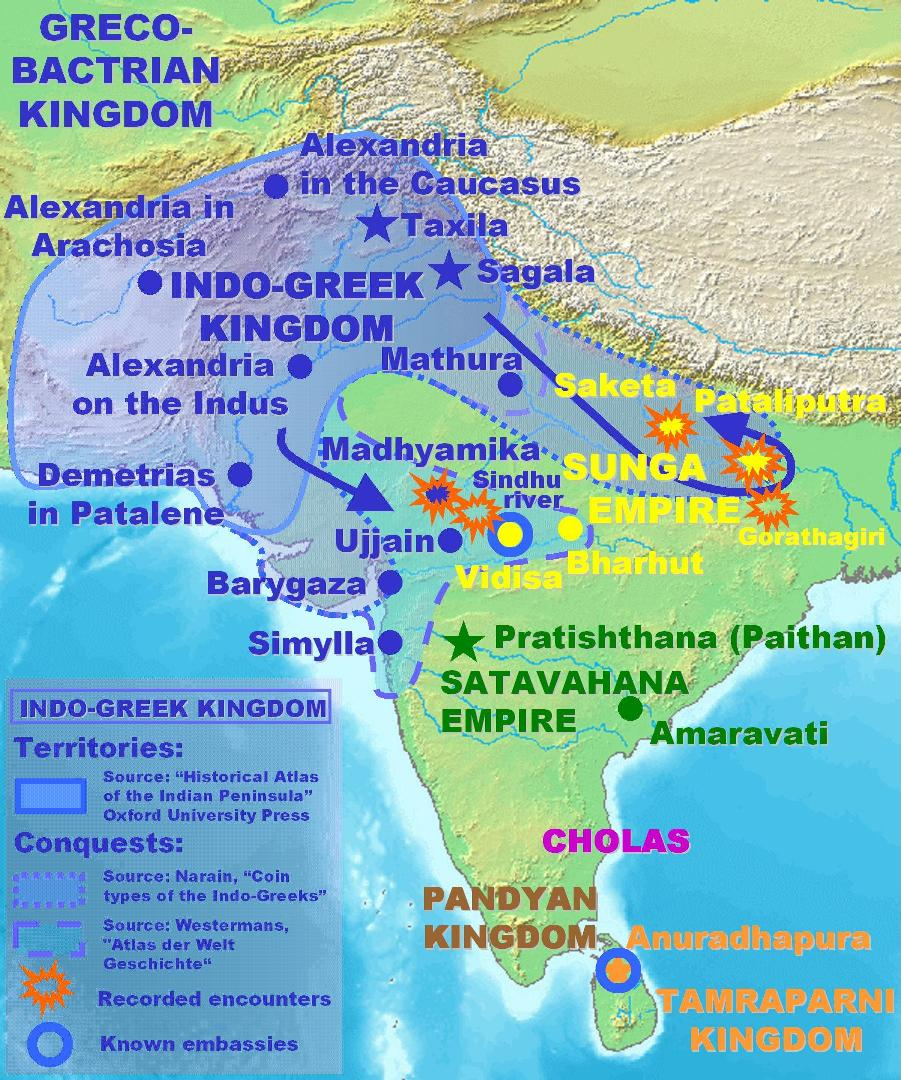
Antiàlcides envia una ambaixada a Vidisa a l'Índia central

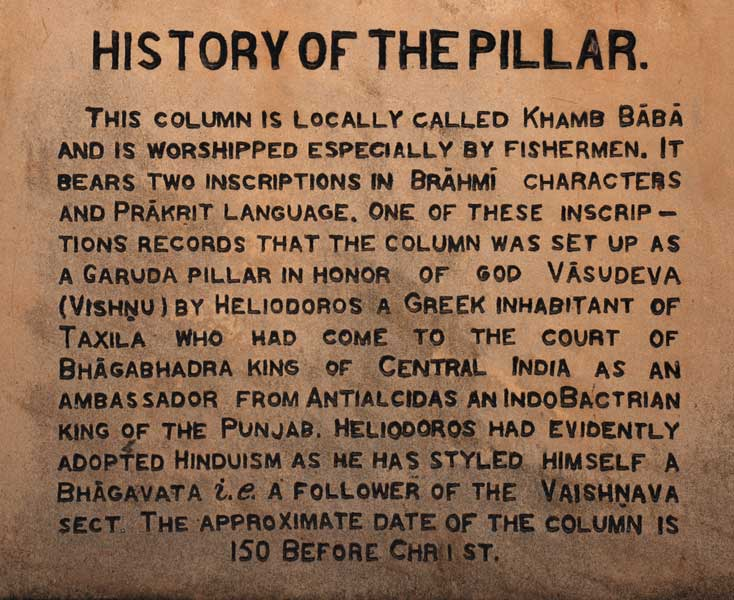
Referència al pilar d'Heliòdor.

Encara que no hi ha fonts escrites per la historia indogrega després del 135 aC, Antialcides és conegut per una inscripció deixada en un pilar (el pilar d'Heliòdor) erigit per l'ambaixador Heliòdor enviat per Antialcides a la cort del rei de la dinastia Sunga anomenat Bhagabhadra amb seu a Vidisha, prop de Sanchi. La inscripció diu: 
«Aquest símbol Garuda es va fer per orde del Bhagavata ... Heliòdor, fill de Dió, un home de Tàxila, ambaixador grec del rei Antialcides, al rei Bhagabhadra, fill de la princesa de Benarès, el salvador, mentre passava el catorzè any del seu regnat.»

## Monedes
Antialcides és conegut a més de pel pilar, per les seves diverses monedes. Va emetre un bon nombre de monedes de tipus indi de plata en les que apareix amb la diadema, portant casc amb corns o amb la gorra macedònia (kausia); també apareix tirant una llança. A la cara del darrere apareix Zeus, generalment acompanyat de Nice (Nike), que ofereix els llores de la victòria a una feliç cria d'elefant que porta una campana al coll; aquest elefant simbolitzaria a Buda i l'escena de la moneda representaria el triomf del budisme; altres interpretacions pensen que l'elefant era simplement el símbol de Tàxila. En algunes monedes Nice no apareix i en els tetradracmes indis, Zeus camina junt amb l'elefant portant a Nike. Aquest cara del darrere va ser popular i copiada per posteriors reis indogrecs i saces. Les monedes de bronze presenten a Zeus amb gorra dels dioscurs. Va encunyar també algunes sèries de tetradracmes àtics amb llegenda només en grec, reservats per circular a Bactriana.
Es va trobar una moneda de bronze que té a un costat a Lísies i a l'altra a Antialcides. Tarn i altres erudits van interpretar això com un regnat conjunt o una aliança; posteriorment es va trobar una moneda amb la composició just a la inversa; els moderns experts del tema pensen que no era una encunyació conjunta sinó una reutilització de monedes.